# بروسویل-ادی (تگزاس)
بروسویل-ادی، تگزاس(به انگلیسی: Bruceville-Eddy, Texas) شهری در ایالت تگزاس از ایالات جنوبی ایالات متحده آمریکا است. در سرشماری سال ۲۰۰۰، جمعیت این شهر ۱٬۴۹۰ نفر اعلام شد.